# Temple Run
Temple Run ist ein erstmals im August 2011 veröffentlichtes endloses Videospiel, auf welches ebenfalls eine Videospielserie aufbaut. Es wurde von den Imangi Studios entwickelt und steht für Windows Phone, iOS, Android und Kindle Fire zum Download zur Verfügung. Das Spiel ist kostenfrei erhältlich und wird über ein Freemium-System finanziert. In den Downloadstatistiken nimmt es eine führende Position ein.

## Spielprinzip
Im Spiel geht es um eine Figur, die in einer Tempelanlage vor 6 „bösen Dämonenaffen“ (Evil Demon Monkeys) flüchtet. Als Spieler muss man mithilfe des Touchscreens die Figur nach links oder rechts lenken, kann sie aber auch durch das Bewegen des Gerätes steuern. Außerdem muss man sie hochspringen oder rutschen lassen, um Hindernisse zu umgehen. Wird ein Fehler begangen, beispielsweise das Rennen über eine Abgrenzung oder in einen Abgrund, stirbt die Figur und das Spiel beginnt erneut.
Je länger man es schafft, die Figur rennen zu lassen, desto mehr Punkte erhält man. Auf dem Weg können Münzen eingesammelt werden. Diese erlauben es, zusätzliche Spielinhalte wie Power-ups, andere Spielfiguren oder Hintergrundbilder freizuschalten. Es ist möglich, die Münzen für echtes Geld käuflich zu erwerben. Weiterhin existieren bestimmte Ziele, auch „Objectives“ genannt, wie etwa eine bestimmte Strecke ohne das Einsammeln von Münzen zu laufen. Erreicht man ein solches Ziel, so erhöht sich der „Multiplikator“, welcher entscheidend in die Punkteberechnung mit einfließt. Somit kann man einen höheren Highscore bei gleicher Laufstrecke erlangen. Sind sämtliche Ziele erreicht sowie alle zusätzlichen Spielinhalte erworben, verbleibt die Erhöhung des Highscores als einzige Aufgabe.

## Plattformen
Temple Run ist kompatibel mit dem iPod touch, dem iPhone und dem iPad ab iOS 10.0 und es gibt eine Game-Center-Einbindung.
Eine Android-Version wurde im 2. Quartal 2012 veröffentlicht. Am 6. März 2012 gaben die Entwickler bekannt, dass Temple Run ab dem 27. März in Google Play heruntergeladen werden kann, jedoch nicht für alle Android-Geräte.
Am 25. Mai 2012 wurde ebenfalls eine Version für den Amazon Kindle Fire veröffentlicht.
Seit 24. Dezember 2013 steht Temple Run für Windows Phone 8 kostenlos zur Verfügung.

## Rezeption
Das Spiel wurde über 500 Millionen Mal heruntergeladen. Es gehört mit knapp 50 Millionen Spielern beim Game Center zu den meistgespielten Apps überhaupt und steht in den Top 50 der am meisten geladenen Apps. Alle Titel der „Temple Run“-Reihe zusammen können mehr als eine Milliarde Downloads verzeichnen.
Das Spiel wurde außerdem 2013 bei den Nickelodeon Kids’ Choice Awards in der Kategorie Lieblings-App ausgezeichnet.

## Spieleserie
| Titel                            | Jahr | Verfügbarkeit                         | Infos |
| -------------------------------- | ---- | ------------------------------------- | --- |
| Temple Run: Classic / Temple Run | 2011 | Grünes Häkchensymbol für ja           | Anfangs als kostenpflichtiges Spiel veröffentlicht. Mit dem Release von Temple Run 2 wurde es weitgehend in Temple Run: Classic umbenannt. |
| Temple Run: Merida               | 2012 | Rotes X oder Kreuzchensymbol für nein | Erschienen für Android am 14. Juni 2012 als Kooperation mit Disney begleitend zum Film Merida – Legende der Highlands. Etwas später ebenfalls für Apple's iOS. Die Grafik wurde dem leicht Film angepasst. Die einzige große Gameplay-Änderung zur Originalversion ist, dass ab und zu am Wegrand Zielscheiben auftauchen, die man mit Pfeil und Bogen für Extrapunkte abschießen kann. Im Oktober 2017 wurde es aus den App Stores entfernt. |
| Temple Run 2                     | 2013 | Grünes Häkchensymbol für ja           | Am 16. Januar 2013 wurde der offizielle Nachfolger „Temple Run 2“ veröffentlicht. Zwei Wochen nach der Veröffentlichung wurden 50 Millionen Downloads verzeichnet. In dieser Version gibt es einige Änderungen zum Vorgänger wie Ziplines, neue Karten und Charaktere. |
| Temple Run: Oz                   | 2013 | Rotes X oder Kreuzchensymbol für nein | Am 05. März 2013 erschienen als Kooperation mit Disney zum Film Die fantastische Welt von Oz. Diese Version war mehr an Temple Run 2 angelehnt, aber hatte nicht alle Gameplay Elemente von diesem. Im Oktober 2017 wurde es aus den App Stores entfernt. |
| Temple Run VR                    | 2014 | Grünes Häkchensymbol für ja           | Am 23. Dezember 2014 veröffentlicht. |
| Temple Run: Puzzle Adventure     | 2021 | Grünes Häkchensymbol für ja           | Ursprünglich schon 2016 als Temple Run: Treasure Hunters von Scoopely Inc. entwickelt, wurde es später in Temple Run: Puzzle Adventure rebranded und 2021 auf Apple Arcade gelauncht. Das Spielprinzip ist ein klassisches Match-3 Puzzle. |
| Temple Run: Idle Explorers       | 2023 | Grünes Häkchensymbol für ja           | Bisher nur für Android verfügbar. |

## Trivia
In der Map Spooky Summit, welche meist zu Halloween kostenlos spielbar ist, verstecken sich verschiedene Geister in der Landschaft. Diese haben die Gesichter von Imangi Mitarbeitern.